# Nordic gold

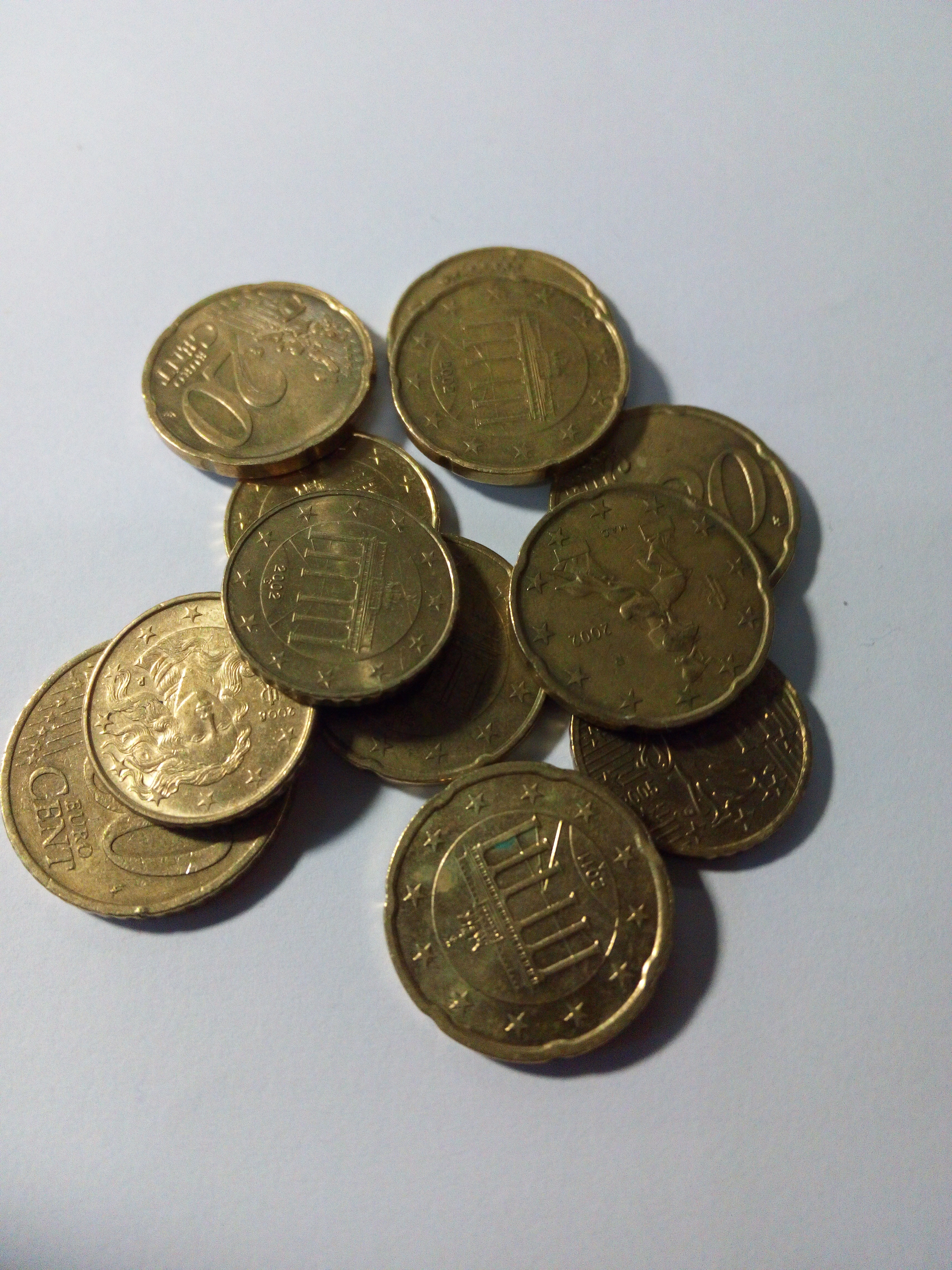
Euromunten van 10, 20 en 50 cent, die gemaakt zijn van Nordic gold

Nordic gold (Nederlands: "Noords goud") is een legering. Het materiaal bevat geen goud, maar is samengesteld uit 89% koper, 5% aluminium, 5% zink en 1% tin. De euromunten van 10, 20 en 50 cent zijn gemaakt van Nordic gold.